# Krzysztof Zajc
Krzysztof Zajc (ur. w 1975) – polski koszykarz, obrońca.

## Kariera
Przez ponad dwadzieścia lat zawodnik ten związany był z leszczyńską Polonią. Grał w niej na pozycji rozgrywającego. Jego atutami były: rzut za trzy punkty, drybling oraz przegląd pola. Kapitan drużyny, która w 2002 roku wywalczyła awans do drugiej ligi.
W sezonie 2010 był drugim trenerem zespołu Super-Pol Tęcza Leszno oraz pierwszym trenerem zespołu juniorek.
Od początków kariery trenerskiej w klubie MKS Tęcza Leszno prowadzi zespoły młodzieżowe. W roku 2017 zdobył ze swoimi podopiecznymi złoty medal Mistrzostw Polski U14 kobiet oraz miejsca 4 (dwukrotnie, rocznik 2002, kat. U14 i U16), 5 (rocznik 1999, kat. U16), 6 i 7 (rocznik 2001, kat. U16 i U14) w finałach rozgrywek krajowych.

### Przebieg kariery zawodniczej
- 1986-2009: KS Polonia 1912 Leszno

### Przebieg kariery trenerskiej
- 2003-2004: Tęcza Leszno (drugi trener)
- 2004-2007: Tęcza Leszno (pierwszy trener)
- 2007-2010: Tęcza Leszno (drugi trener)